# Auxa pauliani
Auxa pauliani là một loài bọ cánh cứng trong họ Cerambycidae.